# Кефер, Ян
Ян Кефер (Нови-Биджов, Чехия, 31 января 1906 — Флоссенбюрг, Германия, 3 декабря 1941) — чешский астролог, герметик, писатель.

## Биография
Отец — Людвик Кефер, родился в г. Регенсбург, Бавария — владелец лесопилки. Мать — Богумила, дочь местного жителя. Ян был единственным ребёнком в семье. Родился слепым, с врожденным дефектом, который прошёл в 3 года.
Поступил в гимназию архиепископа в Праге. Его классным руководителем был Ярослав Овечка. В июне 1924 года Ян Кефер окончил среднюю школу. Некоторое время был при Страговском монастыре. Затем поступил на философский факультет Карлова Университета.
С детских лет учился музыке и философии, учился играть на фортепиано, позже он написал оперу.
Состоял в группе Scout, членом которой был писатель Вацлав Четверг. В университете Ян Кефер посещал лекции по психологии и биологии. Ещё мальчишкой Ян интересовался магией и ставил опыты. Известно, что влияние оказали эзотерики Ченек Зибрт и Йозеф Вольф.
В 1933 году Ян сдал экзамены на библиотекаря, а в 1938 году был назначен Комиссаром в Национальный музей. В личном деле, в архиве Национального музея, сказано, что Ян продемонстрировал знание языков: немецкого, итальянского, французского, английского, латинского, греческого и арабского.
7 июля 1935 женился на Дагмар Моосова (1916 г. р.).
27 июля 1936 у пары родился сын Регинальд.
11 сентября 1935 отправился в поездку в Италию и Францию, в ходе которой посетил библиотеки и музеи Ватикана, Турина и Парижа. Кефер публикует ряд важных книг и лекций в Независимой школе герметичных наук по эзотерическим темам. Читает лекции по магии, истории, интерпретации Изумрудной Скрижали, а также Евангелию от Св. Иоана, мифологии, астрологии и даже по алхимическому лабораторному оборудованию и многим другим темам. Наиболее важным является цикл лекций, прочтенных им в период с 7 июля 1938 года по 1939 год. Его верный ученик, Ладислав Малек, писал: «Первый за 2000 лет доктор философских наук Ян Кефер».
18 июня 1941 года был арестован гестапо за протесты против оккупационной власти. Он умер в концлагере Флоссенбюрг.
Похоронен на кладбище Малвазинки в Праге.